# Pesteh Beyg
Pesteh Beyg (persiska: پِستِه بِيك, پسته بيگ, پسته بيگلو, Pesteh Beyglū) är en ort i Iran.   Den ligger i provinsen Östazarbaijan, i den nordvästra delen av landet, 500 km nordväst om huvudstaden Teheran. Pesteh Beyg ligger 1 447 meter över havet och antalet invånare är 208.
Terrängen runt Pesteh Beyg är kuperad åt nordost, men åt sydväst är den platt. Terrängen runt Pesteh Beyg sluttar söderut.Runt Pesteh Beyg är det ganska glesbefolkat, med 27 invånare per kvadratkilometer. Närmaste större samhälle är Ahar, 4,7 km söder om Pesteh Beyg. Trakten runt Pesteh Beyg består i huvudsak av gräsmarker.